# Trox striatus
Trox striatus är en skalbaggsart som beskrevs av Melsheimer 1845. Trox striatus ingår i släktet Trox och familjen knotbaggar. Inga underarter finns listade i Catalogue of Life.

## Bildgalleri

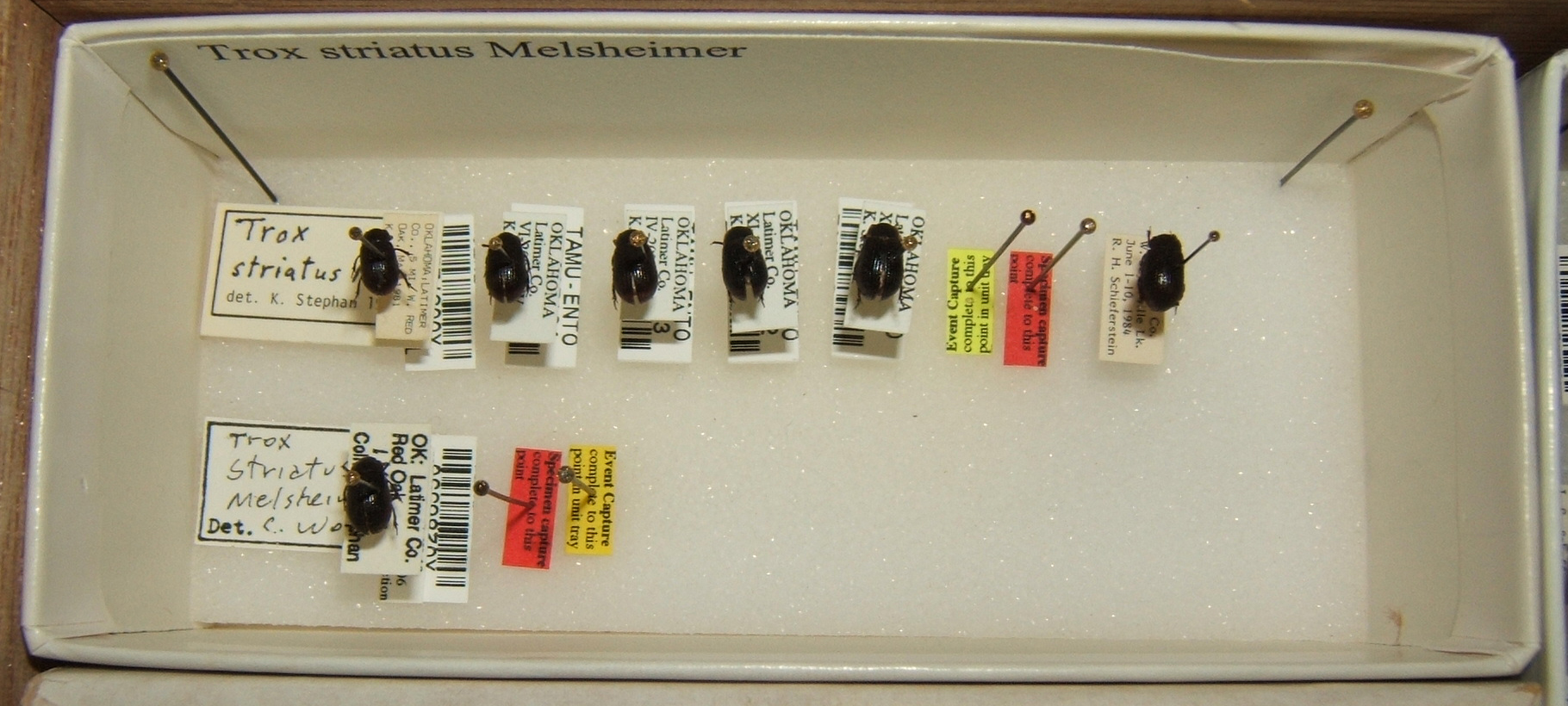